# مرغ مقلد (کمیک)
باربارا «بابی» مورس (به انگلیسی: Barbara "Bobbi" Morse) با نام مستعار مرغ مقلد یا ماکینگ برد، یک شخصیت خیالی ابرقهرمان است که در کتاب‌های کمیک مارول کامیکس وجود دارد؛ و برای اولین بار، در شمارهٔ ۶ قصه‌های شگفت‌آور (Astonishing Tales #6) در جوئن ۱۹۷۱ معرفی شد.
در سال ۲۰۱۲، مرغ مقلد به عنوان رتبه ۴۸ در فهرست «۵۰ انتقام‌جوی برتر» آی‌جی‌ان قرار گرفت. در دنیای سینمایی مارول (MCU)، بابی مورس توسط آدریان پالیکی در فصل دوم و سوم سریال تلویزیونی مأموران شیلد به تصویر کشیده شد، در حالی که نقش‌های کمیک «مامور ۱۹» و همسر کلینت بارتون در نقش لورا بارتون اقتباس شد که توسط لیندا کاردلینی در فیلم‌های MCU و سریال هاکای به تصویر کشیده شد.